# Ryan Christie
Ryan Christie (født 22. februar 1995) er en skotsk professionel fodboldspiller, som spiller for Premier League-klubben Bournemouth og Skotlands landshold.

## Klubkarriere

### Inverness Caledonian Thistle
Christie begyndte sin karriere hos Inverness Caledonian Thistle, hvor han gjorde sin professionelle debut i 2013. Christie etablerede sig hurtigt på holdet, og blev i 2015 kåret som årets unge spiller i Skotland af Scottish Football Writers' Association. Christie var del af holdet, da Inverness vandt deres første Scottish Cup nogensinde i 2015.

### Celtic

#### Leje tilbage til Iverness og Celtic debut
Christie skiftede i september 2015 til Celtic, og blev med det samme lånt tilbage til Iverness. Christie blev skadet i november 2015, og Celtic besluttede så herpå at kalde ham tilbage fra lejeaftalen.
Christie fik sin Celtic debut den 23. januar 2016.

#### Aberdeen leje
Christie blev i januar 2017 udlejet til Aberdeen. Christie imponerede i sit lejeophold, og som del af aftalen hvor at Celtic købte Jonny Hayes fra Aberdeen, så blev Christies lån forlænget med en sæson.

#### Celtic retur
Christie vendte tilbage til Celtic ved 2018-19 sæsonen, og var en del af førsteholdet under træner Neil Lennon.

### Bournemouth
Christie skiftede i august 2021 til Bournemouth.

## Landsholdskarriere

### Ungdomslandshold
Christie har repræsenteret Skotland på U/21-niveau.

### Seniorlandshold
Christie debuterede for Skotlands landshold den 9. november 2017.

## Titler
Inverness Caledonian Thistle
- Scottish Cup: 1 (2014-15)

Celtic
- Scottish Premiership: 2 (2018-19, 2019-20)
- Scottish Cup: 2 (2018-19, 2019-20)
- Scottish League Cup: 2 (2018-19, 2019-20)

Individuelle
- SFWA Young Player of the Year: 1 (2014-15)

## Esterne henvisninger
- Wikimedia Commons har flere filer relateret til Ryan Christie
- Ryan Christies spillerprofil hos FIFA (engelsk)
- Ryan Christies spillerprofil hos UEFA (engelsk)
- Ryan Christies spillerprofil på Skotlands fodboldforbund (engelsk)
- Ryan Christies profil hos L’Équipe (fransk)
- Ryan Christies profil hos EU-football.info (engelsk)
- Ryan Christies spillerprofil på Transfermarkt (engelsk)
- Ryan Christies spillerprofil på national-football-teams.com (engelsk)
- Ryan Christies profil på WorldFootball.net (engelsk)
- Ryan Christies spillerprofil på Soccerbase.com (engelsk)
- Ryan Christies profil hos FootballDatabase.eu (engelsk)